# Rabbi Ben Ezra
Rabbi ben Ezra è una poesia di Robert Browning su Abraham ibn ‛Ezra (1092-1167), uno dei grandi poeti, matematici e studiosi del secolo XII. Scrisse di grammatica, astronomia, l'astrolabio, ecc.
La poesia comincia:
Grow old along with me!
The best is yet to be...
Invecchiate insieme a me! 
Il meglio è ancora da venire...
La poesia non è una biografia di Abraham ibn Ezra; come tutte le poesie storiche di Browning, è una libera interpretazione del sentimento che la vita e l'opera di ibn Ezra destano in  Browning, il paradosso teistico che il bene possa risiedere nell'inevitabilità della sua assenza:
For thence,—a paradox
Which comforts while it mocks,—
Shall life succeed in that it seems to fail:
What I aspired to be,
And was not, comforts me:
Brute I might have been, but would not sink i' the scale.
Poiché da ciò,—un paradosso
che conforta mentre irride,—
che la vita trionfi laddove sembra fallire:
ciò che io volli essere,
e non fui, mi conforta:
avrei potuto essere un bruto, ma non volli scendere di grado.
La poesia fu pubblicata da Browning nel volume Dramatis Personae nel 1864.